# Søren Kryhlmand
Søren Kryhlmand (født 2. april 1978 i Aabenraa) er en dansk politolog, der siden 2020 har været departementschef i Beskæftigelsesministeriet. Han er kommende direktør i Dansk Industri.
Søren Kryhlmand blev uddannet cand.scient.pol. fra Aarhus Universitet i 2004 og har siden gennemført en lederuddannelse fra International Institute for Management Development i Schweiz.
Han arbejdede fra 2005 til 2007 som fuldmægtig i Økonomi- og Erhvervsministeriet, hvor han 2007-2008 var ministersekretær. I 2008 kom han til Beskæftigelsesministeriet som først kontorchef og fra 2013 afdelingschef. I 2017 blev han direktør for Arbejdstilsynet, hvor han var til 2020. Her tiltrådte han som departementschef i Beskæftigelsesministeriet.
Søren Kryhlmand blev i 2021 udnævnt af regeringen, KL og Danske Regioner som ambassadør for offentlig ledelse.
16. august 2024 meddelte Beskæftigelsesministeriet, at Søren Kryhlmand senest med udgangen af oktober fratræder sin stilling for at blive direktør i interesseorganisationen Dansk Industri.